# Malta op het Eurovisiesongfestival 2013
Malta nam deel aan het Eurovisiesongfestival 2013 in Malmö, Zweden. Het was de 26ste deelname van het land op het Eurovisiesongfestival. De selectie verliep via een nationale finale die plaatsvond op 2 februari 2013. Gianluca Bezzina bereikte met het lied Tomorrow in Zweden de achtste plaats in de finale.

## Selectieprocedure
Op 13 september 2012 maakte de Maltese openbare omroep PBS bekend te zullen deelnemen aan de komende editie van het Eurovisiesongfestival. De selectieprocedure was dezelfde als de voorgaande jaren. Er werden drie fasen doorlopen. In de eerste fase werden alle nummers die zijn ingezonden, beoordeeld door een vakjury. De juryleden kregen een cd met alle nummers. Nummers die werden geselecteerd voor de volgende fase, moesten live gebracht worden voor de jury door de desbetreffende artiest. Ook deze fase werd achter gesloten deuren beslecht. De nummers mochten geschreven zijn door buitenlanders, maar de artiesten moesten over de Maltese nationaliteit beschikken. De winnaars van de vorige vijf edities mochten niet deelnemen aan de nationale preselectie. Hierdoor konden Morena, Chiara, Thea Garrett, Glen Vella en Kurt Calleja niet deelnemen aan Malta Eurovision Song Contest 2013. Opvallend is dat deze regel in 2011 werd ingevoerd en toen gold voor de winnaar van de voorbije drie edities, maar sindsdien elk jaar één jaar werd uitgebreid, waardoor Chiara voor het derde jaar op rij verhinderd werd om deel te nemen. Deelnemers konden slechts twee dagen hun bijdrage inzenden: 30 en 31 oktober 2012. Na afloop van de inschrijvingsperiode meldde PBS dat het 182 bijdragen had ontvangen, een record.
Door de jury werden uiteindelijk 24 nummers geselecteerd voor de nationale preselectie. Zij moesten allen aantreden tijdens de halve finale op 1 februari 2013. Zestien van hen stootten door naar de finale, die een dag later op het programma stond. Oorspronkelijk zat Saska Hunt met het nummer Dress rehearsal ook bij de 24 gekwalificeerden, maar zij trok zich om onbekende redenen terug, en werd vervangen door Marilena Gauci.
De show werden gepresenteerd door Gordon Bonello en Elaine Saliba. Rodney Gauci nam interviews af in de green room. Uiteindelijk wist Gianluca Bezzina met de zegepalm aan de haal te gaan. Hij haalde het voor topfavoriet Kevin Borg.

## Malta Eurovision Song Contest 2013

### Halve finale
1 februari 2013
| Volgorde | Artiest           | Lied                  |
| -------- | ----------------- | --------------------- |
| 1        | Richard Edwards   | Fall like Rome        |
| 2        | Ylenia Vella      | Tides of illusion     |
| 3        | Janice Debattista | Perfect day           |
| 4        | Chris Grech       | Never walk away       |
| 5        | Marilena Gauci    | Overrated             |
| 6        | Petra             | No one home           |
| 7        | Dorothy Bezzina   | Starting from the end |
| 8        | Domenique         | Too little too late   |
| 9        | Jessika           | Ultraviolet           |
| 10       | Franklin Calleja  | Let your heart talk   |
| 11       | Claudia Faniello  | When it's time        |
| 12       | Corazon Mizzi     | My stranger love      |
| 13       | Kevin Borg        | Needing you           |
| 14       | Scar              | Superstar             |
| 15       | Melanie Zammit    | Loverdose             |
| 16       | Danica Muscat     | Fantasy               |
| 17       | Petra & Richard   | Wonderful today       |
| 18       | Deborah C         | Love-o-holic          |
| 19       | Gianni Zammit     | Us against the world  |
| 20       | Raquela           | Keep believing        |
| 21       | Gianluca Bezzina  | Tomorrow              |
| 22       | Amber             | In control            |
| 23       | Klinsmann         | The remedy            |
| 24       | Davinia Pace      | Betrayed              |

### Finale
2 februari 2013
| Plaats | Artiest           | Lied                  | Jury | Publiek | Totaal |
| ------ | ----------------- | --------------------- | ---- | ------- | ------ |
| 1      | Gianluca Bezzina  | Tomorrow              | 82   | 10      | 92     |
| 2      | Kevin Borg        | Needing you           | 68   | 12      | 80     |
| 3      | Davinia Pace      | Betrayed              | 48   | 0       | 48     |
| 4      | Amber             | In control            | 43   | 4       | 47     |
| 5      | Chris Grech       | Never walk away       | 34   | 8       | 42     |
| 6      | Petra & Richard   | Wonderful today       | 35   | 2       | 37     |
| 7      | Claudia Faniello  | When it's time        | 14   | 6       | 20     |
| 8      | Jessika           | Ultraviolet           | 12   | 7       | 19     |
| 9      | Deborah C         | Love-o-holic          | 12   | 5       | 17     |
| 10     | Janice Debattista | Perfect day           | 13   | 0       | 13     |
| 11     | Scar              | Superstar             | 10   | 1       | 11     |
| 12     | Corazon           | My strange love       | 11   | 0       | 11     |
| 13     | Richard Edwards   | Fall like Rome        | 10   | 0       | 10     |
| 14     | Gianni            | Us against the world  | 9    | 0       | 9      |
| 15     | Dorothy Bezzina   | Starting from the end | 2    | 3       | 5      |
| 16     | Domenique         | Too little too late   | 2    | 0       | 2      |

## In Malmö
Malta trad aan in de tweede halve finale op donderdag 16 mei 2013 en haalde er de 4de plaats. Het land stootte zo door naar de finale, waar het 8ste werd.